# Dinklage
Dinklage este un oraș din landul Saxonia Inferioară, Germania.

## Personalități
- Clemens August von Galen (1878-1946), episcop romano-catolic, opozant al regimului național-socialist, cardinal

1. ↑  Alle politisch selbständigen Gemeinden mit ausgewählten Merkmalen am 31.12.2018 (4. Quartal) (în germană), Statistisches Bundesamt[*], arhivat din original la 10 martie 2019, accesat în 10 martie 2019
2. ↑  GeoNames